# Reza (Fotograf)

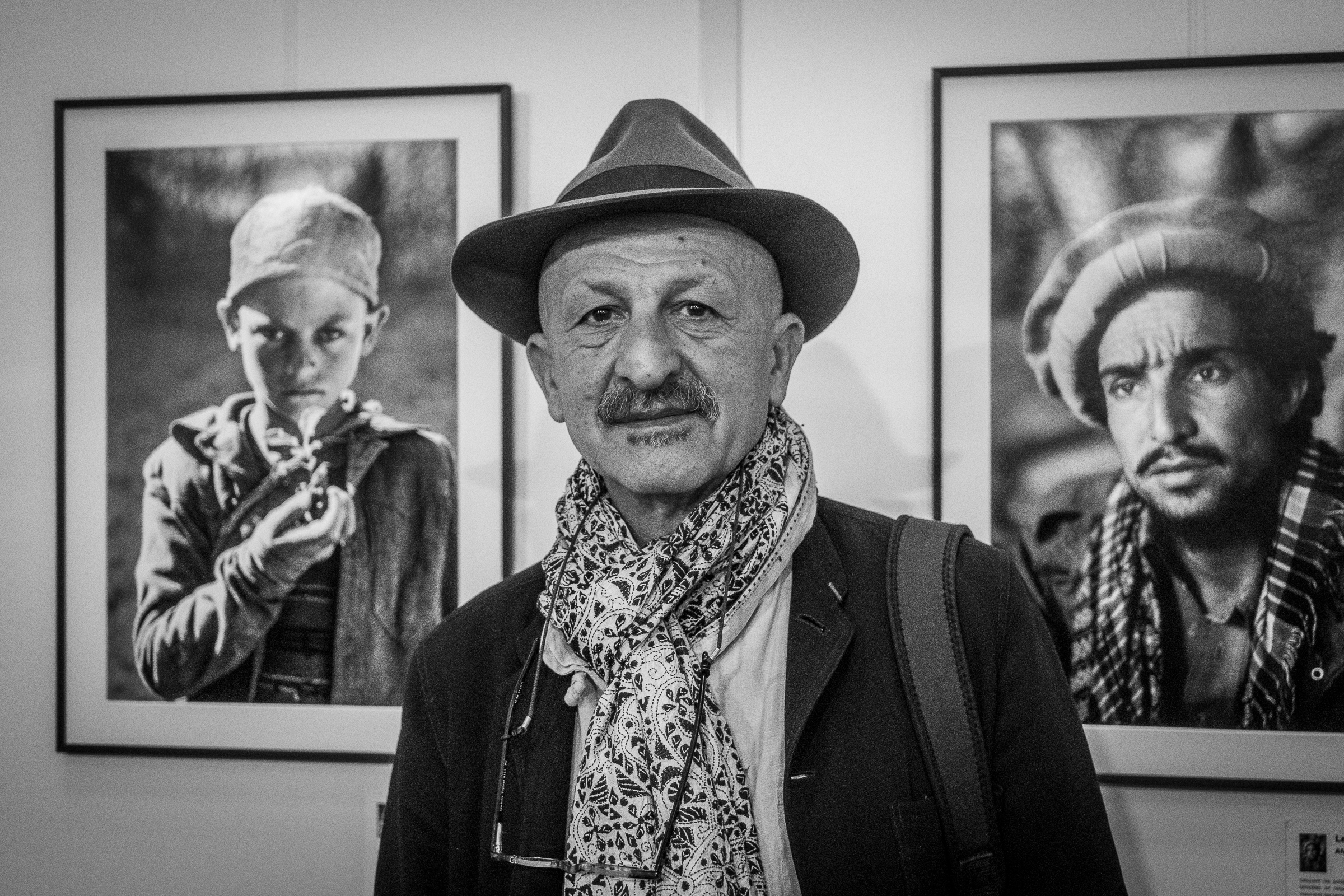
Reza Deghati (2022)

Reza Deghati (* 1952 in Täbris, Iran) ist ein französisch-iranischer Fotojournalist. Er arbeitet unter dem Namen Reza (persisch رضا).

## Werdegang
Deghati wurde in Täbris, Iran geboren und studierte Architektur an der Universität Teheran. Er begann seine Karriere mit der fotografischen Dokumentation der politischen Entwicklung des Iran. Durch seine kritische Haltung verbrachte er mehrere Jahre im Gefängnis und ging 1981 ins Exil. Deghati ist heute französischer Staatsbürger und lebt in Paris.

## Werk
Reza gilt weltweit als hochgeachteter Fotojournalist und hat Beiträge in vielen angesehenen internationalen Magazinen veröffentlicht (Newsweek, Time Magazine, National Geographic Magazine, GEO). Bei seiner Arbeit bereiste er etliche Länder und publizierte Beiträge über den Bosporus, die Chinesische Mauer, den Libanon, Afghanistan, Ruanda, Sarajewo, die zentralasiatischen Steppen und das Leere Viertel in Arabien. Er stellt stets die Situation der lokalen Bevölkerung in den Mittelpunkt und dokumentiert soziale Missstände.
Neben seiner Tätigkeit als Fotojournalist hält er Vorlesungen und Workshops an Universitäten, so in Stanford, Washington, Südkalifornien, an der Sorbonne in Paris, in Peking und in Istanbul.
Er hält Vorträge, unter anderem bei der UNESCO und der National Geographic Society.
1991 gründeten Reza und sein Bruder die Webistan Photo Agency, die Reza, aber auch andere Fotografen vertritt.
1990/91 war Reza als Berater für die Vereinten Nationen in Afghanistan im Rahmen humanitärer Hilfe für das vom Krieg zerrüttete Land tätig. Die dabei gewonnenen Eindrücke führten 2001 zur Gründung von AINA, einer Organisation mit der Zielsetzung „Wachstum der Zivilisation durch Aktionen im Bereich Bildung (besonders für Kinder und Frauen), Information und Kommunikation“ (»[AINA] contributes to the emergence of civil society through actions in the area of education (particularly focusing on women and children), information and communication.«).

## Auszeichnungen (Auswahl)
1983 und 1986 erreichte Reza den zweiten Platz bei der Auswahl des World Press Photo.
1996 erhielt er den Hoffnungspreis der UNICEF für seinen Einsatz in ruandischen Flüchtlingslagern.
Im November 2005 bekam Reza den Titel „Chevalier de l’Ordre du Mérite“, die französische Auszeichnung für besondere Verdienste, durch den Staatspräsidenten Frankreichs, Jacques Chirac, verliehen.
Seit Mai 2009 ist er Ehrendoktor der Amerikanischen Universität Paris (AUP).